# St Ives Town FC
St Ives Town FC (celým názvem: St Ives Town Football Club) je anglický fotbalový klub, který sídlí ve městě St Ives v nemetropolitním hrabství Cambridgeshire. Založen byl v roce 1887. Od sezóny 2018/19 hraje v Southern Football League Premier Division Central (7. nejvyšší soutěž). Klubové barvy jsou černá a bílá.
Své domácí zápasy odehrává na stadionu Westwood Road s kapacitou 2 000 diváků.

## Úspěchy v domácích pohárech
Zdroj: 
- FA Cup
  - 2. předkolo: 2013/14, 2015/16, 2016/17
- FA Trophy
  - 3. předkolo: 2016/17
- FA Vase
  - Čtvrtfinále: 2011/12

## Umístění v jednotlivých sezonách
Stručný přehled
Zdroj: 
- 1950–1952: United Counties League (Division Two)
- 1985–2005: United Counties League (Division One)
- 2005–2013: United Counties League (Premier Division)
- 2013–2016: Southern Football League (Division One Central)
- 2016–2018: Southern Football League (Premier Division)
- 2018– : Southern Football League (Premier Division Central)

Jednotlivé ročníky
Zdroj: 
Legenda: Z - zápasy, V - výhry, R - remízy, P - porážky, VG - vstřelené góly, OG - obdržené góly, +/- - rozdíl skóre, B - body, červené podbarvení - sestup, zelené podbarvení - postup, fialové podbarvení - reorganizace, změna skupiny či soutěže
| Sezóny  | Liga                                                | Úroveň | Z  | V  | R  | P  | VG  | OG  | +/- | B  | Pozice |
| ------- | --------------------------------------------------- | ------ | -- | -- | -- | -- | --- | --- | --- | -- | ------ |
| 2009/10 | United Counties League (Premier Division)           | 9      | 40 | 18 | 7  | 15 | 53  | 47  | +6  | 58 | 10.    |
| 2010/11 | United Counties League (Premier Division)           | 9      | 40 | 16 | 8  | 16 | 60  | 64  | -4  | 56 | 11.    |
| 2011/12 | United Counties League (Premier Division)           | 9      | 40 | 28 | 4  | 8  | 107 | 51  | +56 | 88 | 3.     |
| 2012/13 | United Counties League (Premier Division)           | 9      | 40 | 27 | 9  | 4  | 114 | 42  | +72 | 90 | 2.     |
| 2013/14 | Southern Football League (Division One Central)     | 8      | 42 | 16 | 8  | 18 | 68  | 77  | -9  | 56 | 13.    |
| 2014/15 | Southern Football League (Division One Central)     | 8      | 42 | 16 | 12 | 14 | 70  | 77  | -7  | 60 | 9.     |
| 2015/16 | Southern Football League (Division One Central)     | 8      | 42 | 22 | 12 | 8  | 72  | 38  | +34 | 78 | 4.     |
| 2016/17 | Southern Football League (Premier Division)         | 7      | 46 | 15 | 11 | 20 | 49  | 70  | -21 | 56 | 15.    |
| 2017/18 | Southern Football League (Premier Division)         | 7      | 46 | 8  | 9  | 29 | 54  | 105 | -51 | 33 | 22.    |
| 2018/19 | Southern Football League (Premier Division Central) | 7      | 42 |    |    |    |     |     |     |    |        |